# 当て屋の椿の登場人物
当て屋の椿の登場人物（あてやのつばきのとうじょうじんぶつ）では、川下寛次作の漫画『当て屋の椿』に登場する架空のキャラクターについて解説する。
声優はドラマCDの出演者を記載する。
登場人物の名前は花や草木に由来するものが多い。

## 主要人物
椿（ツバキ）
声 - 井上麻里奈
本作のヒロインで探偵役。なくしたものを探し当てる「当て屋」を営む若い女性。鳳仙と同じ長屋に住む巨乳美人。酒豪。
謎めいた事件の背後に存在する動機などの「理屈」を解き明かすことを楽しみとする。瓦版を集めており、数年分に渡るそれらを全て記憶しているほか、伝承や神話、言葉の由来などについて豊富な知識を持つ。こうした知識と優れた洞察力のため推理力に優れ、口もうまい。基本的にどんな相手に対しても不敵な態度を崩さないが、自分なりの確固たる「理屈」に従い行動する人間を警戒する。金と酒を好むなど言動は即物的ながらも非常に聡明。
実は流刑島の出身である。母親は元遊女の罪人で、父親は不明。母の死後はセリに拾われ彼らと共に暮らしていた。
鳳仙（ほうせん）
声 - 下野紘
本作の語り手であり、ワトスン役。絵師。本業の浮世絵ではあまり評価されていないため副業の春画によって生計を立てており、こちらでは高い評価を得ている。女性恐怖症であり、EDの童貞。動物好きで、動物からも好かれる。作中ではたびたび「卑屈」と称されている。椿からは愚鈍と貶されることが多いが、己の身を顧みず行動できる点は評価されている。コンプレックスを抱える者からは、自身の短所を見せつけられているように感じて距離を置かれることがある。自身は女性恐怖症でありながら女性から好かれることは多く、作中では桔梗、深山、薺、イノ、糸葱が程度の差はあるが鳳仙に好意を寄せた。糸葱には「知らないうちに女をたらし込む」とされている。
元は武家の嫡男であったが、とある事件により一家は死滅。唯一生き残った彼も、お家取り潰しにより町人となった。
篝（かがり）
声 - 西明日香
吉原の遊女であり、椿の親友。心の成長が幼子のまま止まっている。右目を閉じることで、千里眼とも未来視ともとれる予言を行う。これにより「吉原の巫女」などと呼ばれ、武家や大商人も大金を払って彼女の託宣を聞きに来る。かなり嫉妬深い性格で、自身の客に女がいると聞くや否や大暴れする。
椿とは幼少期からの幼馴染。知的障害と託宣の能力により一般社会で生活することが難しいと判断した椿の手によって遊郭に送られた。
「あがほとけ」編にて孔雀に殺害された。

## 長屋の住人
鳳仙や椿と同じ長屋に住む人々。鳳仙には「幸せも不幸も共有しようとしてくれる存在」と称される。
大家
大家として長屋を営む老爺。惚けたところのある明るい性格。長屋で唯一、鳳仙の過去を知っていた。
侘助（わびすけ）
声 - 岩澤俊樹
職人を生業とする若い男。女好きで欲望に忠実だがうまくいったためしがない。尻派。
菖蒲（あやめ）
侘助の妹。子供ながら放埒な兄と対照的に極めてしっかり者。何故か鳳仙に対して過大評価しているフシがあり、本人と兄を困惑させている。
柳（やなぎ）
貧乏浪人。魚河岸で魚をさばいて日銭を稼いでいる。花菱に惚れている。
花菱（はなびし）
声 - 下田麻美
三味線の師匠を生業とする女性。目が見えないため、相手を匂いで判別している。
棟梁
大工の棟梁を務める大柄な男性。
苗（なえ）
給仕としてめし屋に勤める若い女性。
カズラ、ムグラ
「神の山」編で登場した、兄弟の子犬。元は野良犬だったが、親犬の死後、長屋の面々が引き取って共同で世話をしている。鳳仙やイノによく懐いている。
イノ
元は古着問屋に奉公する湯灌場買いであったが、古着屋が潰れて行き場を失った際に、鳳仙の誘いで長屋に住まう。鳳仙のことが好きらしく、長屋に来てからは何かと彼の世話をする。
顔に大きな斜め十字の傷があり、これにより言葉が吃音となる。

## その他の準レギュラー人物
竜胆（りんどう）
椿の知人で、上方訛りの残る片眼鏡の女医。女医であるため行き場のない女の患者が多く集まり、止むを得ず本来は禁止されている堕胎を行っている。薬の原料は椿に採集を依頼している。物言いが直情的。
「絵師の屋敷」編の後、日輪と共に姿をくらませた。
日輪（にちりん）
竜胆の助手。大柄で寡黙な男性。竜胆に惚れているようで、彼女を侮辱したり口説いたりするものは許さない。
梧桐（あおぎり）
さびれた寺の和尚で、初老の男性。椿とは古い知り合いで、篝のこともよく知っている。酒を好む破戒僧だが鳳仙や椿に助言を与えるなど信頼されている。
赤樫を流島送りにした張本人。
よもぎ
鳳仙が下絵を持ち込んでいる版元の女主人。胸元を大きく開けた服装をしている。鳳仙をたらしこもうと迫ることがあるが、女嫌いの鳳仙に引かれている。

## 「お館様」とその周辺人物
赤樫（あかがし）／「お館様」
「郭公院」を営む上方出身の医家。左の頭部から胸にかけてひきつれたような痕があり、長髪を右に垂らした男性。上方訛りで話し、片眼鏡をかけている。萵苣などには「お館様」と呼ばれており、梧桐のみ「赤樫」と呼ぶ。
「絵師の屋敷」編では白茅の絵を手に入れるため、秋海に襖絵を依頼し、萵苣を屋敷に潜入させた。また「馬喰の屋敷」編では馬喰の屋敷に押し寄せた梅毒の患者たちを連れて行った。
棕櫚（しゅろ）
椿の古い知人で、白い短髪に右目を眼帯で隠した男。篝とも親しい様子。二本の短刀を操る。
長らく椿や鳳仙の前には姿を見せず、「富くじ七不思議」編や「あがほとけ」編、「馬喰の屋敷」編では裏で糸を引いていたことが示唆された。「絵師の屋敷」編で初めて椿や鳳仙の前に姿を見せる。
暴漢に襲われていたイノを助け、彼女の顔に傷をつけた張本人。
萵苣（ちしゃ）
目元に差した赤色の化粧が特徴的な坊主頭の女性。武器として猫手を使う。
男性に過剰に接触したり恥ずかしげなく胸を露わにしたりすることがあり、鳳仙を驚かせることも多い。棕櫚を慕い彼に迫る描写もあるが無下にされている。
芭蕉（ばしょう）
顔に病を思わせる痣のある男性。常に頭から衣を被っている。人体を瞬時に切断し殺害する技術を持つ。
竜胆、日輪
「流人の島」編で赤樫と共に流人船に乗っていたことが判明したが詳細は不明。
糸葱
「絵師の屋敷」編の後、赤樫に引き取られ怪我の治療をしている模様。

## 第一話～第三話の登場人物
悦（えつ）
鳳仙の春画の手本をした若い娘｡帰宅中に何者かに刃物で切り裂かれて絶命した後､耳を奪われる｡

## 「狛犬の行方」編の登場人物
瑠璃丸（るりまる）
歌舞伎役者。大変な女好きで、しばしば鳳仙の春画の手本（モデル）になっている。悪人でこそないものの騙し同然の手管で女を抱くことも少なくなく、騒動に巻き込まれることも多いが、一向に懲りる様子はない。
桔梗（ききょう）
声 - 中村繪里子
神社にある寺子屋で働く少女。鳳仙に好意を寄せる、1巻のメインタイトル「狛犬の行方」のヒロイン。優しい気性だったが、神主に飼い犬のコマを殺された上、強姦された。裸のまま犬のように首輪をつけられて慰み者とされていたが、怪異となり神主らを殺害。椿と鳳仙にすべてを看破された後、川に身を投げ行方不明となった。遺体が上がらず、鳳仙は彼女がまだ生きている、という夢を見ることを許されるが、その夢は後に別の事件で覚まされることとなる。